# Clan Mikumo
Le clan Mikumo (三雲氏, Mikumo-shi) est un ancien clan japonais installé dans la province d'Owari. Ils sont liés au clan Rokkaku jusqu'à ce que cette famille soit détruite par Nobunaga Oda dont les Mikumo deviennent les vassaux. Le clan Mikumo se joint ensuite au clan Gamō puis au clan Tokugawa. La lignée s'éteint au cours du XVIIe siècle.

## Membres notables
- Mikumo Shigemochi (ja) (三雲 成持, 1540-1603), commandant militaire et chef du clan.